# Hayyim Vital
Hayyim Vital (en hebreu: רבי חיים בן יוסף ויטאל) Safed, 23 d'octubre de 1542 (calendari julià) i 11 d'octubre (calendari gregorià) - Damasc, 23 d'abril de 1620) va ser un rabí que va néixer a la ciutat de Safed. Vital va ser el principal deixeble del Rabí Isaac Lúria. Vital va recopilar gran part dels ensenyaments del seu mestre. Després de la defunció de Vital, els seus escrits es van difondre i van tenir un poderós impacte en el judaisme rabínic.

## Infància i joventut
Vital va néixer a la ciutat de Safed, quan era un nen, Hayyim Vital va ser educat pel rabí i erudit Moixè Alsich. Es diu que el Rabí Yossef Qaro va prestar una especial atenció als talents inicials de Vital, i en 1557 va sol·licitar al Rabí Alsich, que tingués una especial cura a la seva educació, ja que Vital estava destinat a succeir al seu mestre en l'estudi de la Torà. Aquell mateix any, Vital va conèixer al rabí cabalista Isaac Lúria, qui tindria una influència duradora en ell. Vital aparentment es va casar a una edat primerenca. Va tenir un matrimoni infeliç, i quan va deixar a la seva esposa, el profeta Elies va aparèixer en un somni i el va portar a un bonic jardí, a on va veure a jueus piadosos de totes les edats, en forma d'ocells, volant pel jardí i estudiant la Mixnà. Al centre del jardí estava Déu assegut en un tron que estava envoltat pels piadosos, descansant sobre elaborats tapissos. Convençut per aquesta visió que estava destinat a esdevenir un cabalista, Vital va dedicar els següents dos anys i mig a l'estudi de l'alquímia. En completar els seus estudis, Elies se li va aparèixer novament en una visió, i li va dir que tindria èxit en els seus esforços, i que escriuria un comentari sobre el Zohar.

## Deixeble de Moisès Cordovero
Quan Lúria va arribar a Safed, el Rabí Moisès Cordovero havia estat la figura principal de la comunitat cabalística durant molts anys. Cordovero va ser el mestre d'un grup de deixebles. Els més importants entre ells van ser Elies de Vides, Abraham Galante, Moisès Galante, Hayyim Vital, Abraham ben Eliezer, Samuel Gallico, i un important cabalista que va estudiar amb Cordovero durant un curt periòde de temps en la dècada de 1560, Mordechai Dato.
Hi ha evidències que suggereixen que el Rabí Isaac Lúria també va considerar a Moisès Cordovero com el seu mestre. Joseph Sambari (1640-1703), un important cronista egipci, va declarar que Cordovero va ser el mestre de l'Ari durant un període molt curt. Lúria probablement va arribar a principis de 1570 i Cordovero va morir el 27 de juny d'aquell mateix any (el dia 23 de Tammuz). Privats de la seva més prominent autoritat i del seu mestre, els cabalistes van buscar un nou guia, i Isaac Luria va ajudar a omplir el buit deixat per la defunció de Moisès Cordovero.
Hayyim Vital tenia en gran estima els ensenyaments del seu antic mestre, el cabalista Moisès Cordovero. Vital deia que el Rabí Cordovero se li apareixia sovint en somnis. Un dels opositors més destacats de Hayyim Vital va ser el Rabí Menachem Lonzano, qui el va denunciar públicament en la seva obra Imrei Emet. El 20 de Elul de 1590, Hayyim Vital va rebre l'ordenació rabínica (semicha) del seu mestre Moixè Alsich. Quatre anys més tard, en 1594, es va establir permanentment a Damasc, on donava conferències cada tarda sobre la Càbala.

## Deixeble d'Isaac Lúria
En 1570, Vital va esdevenir l'alumne del rabí otomà Isaac Lúria, el principal cabalista de l'època. En un estudi sobre el misticisme luriànic, Lawrence Fine va dir que Vital va escriure els noms de les 38 persones que van ser els deixebles del Rabí Isaac Lúria. La comunitat es va dividir en quatre grups ordenats jeràrquicament. El primer i més important, estava format per 11 homes, enumerats en aquest ordre: Hayyim Vital, Jonathan Sagis, Joseph Arzin, Isaac Kohen, Gedaliah ha-Levi, Samuel Uceda, Judah Mishan, Abraham Gabriel, Shabatai Menashé, Joseph Ibn Tabul, i Elies Falcó. Al cap d'un any, Hayyim Vital va emergir com el millor estudiant, de manera que quan l'Arizal va morir en 1572, a l'edat de 38 anys, Vital el va succeir. Com que l'Arizal no havia deixat gairebé cap dels seus ensenyaments per escrit, Vital va començar a escriure tot el que havia après del seu mestre.

## Exili i retorn
Hayyim Vital va arribar a Egipte en 1577, però aviat va tornar a la Siria otomana, establint-se al llogaret de Ein Zeitim (prop de Safed) i més tard a Jerusalem. Després va anar a viure a Damasc, on va esdevenir el cap de la comunitat jueva a Síria. Va ser a Damasc on Vital va començar a escriure una obra literària. La major part del llibre era una exposició sobre la convocació dels núvols, i un discurs sobre els set estels errants, els planetes, els set cels, i els metalls. Al completar el seu llibre, Vital va tornar a Jerusalem, a on el seu antic mestre, Moixè Alsich, el va ordenar com a rabí en la dècada de 1590. Després d'un temps, Vital va abandonar Jerusalem per anar a Safed, on va romandre malalt durant un any. Vital va ser també l'autor del Shaar HaGuilgulim, una obra cabalística sobre la reencarnació, que va esdevenir una de les vuit portes (Shemona Shearim).

## Ets Hayyim
Durant la seva malaltia, el Rabí Yehoshua, el seu seguidor més proper, que havia acompanyat a Vital en gairebé tots els viatges i va aconseguir subornar al germà menor de Vital, el Rabí Moixè, amb 500 monedes d'or per prestar-li els escrits de Vital, que estaven guardats en una caixa. En conseqüència, el Rabí Moixè li va portar a Yehoshua una gran part dels manuscrits, i 100 copistes es van comprometre immediatament: en només tres dies, van poder reproduir més de 600 pàgines. Encara que segons alguns informes Vital, en assabentar-se d'això, va afirmar que els documents que havien copiat no eren pas els seus propis escrits, aquests es van difondre ràpidament. Els escrits en qüestió pretenien contenir els ensenyaments del propi Isaac Lúria en lloc del treball independent de Vital.
La primera edició va ser impresa en vuit volums, va ser coneguda com a Shemona Shearim, aquesta versió encara és utilitzada per alguns cabalistes sefardites. La versió més coneguda es va publicar més tard amb el títol Ets Hayyim (l'arbre de la vida), en el qual els temes es van organitzar en un ordre més sistemàtic, i les parts rituals del Ets Hayyim es van mantenir separades de les parts teològiques. A més de ser un tribut a Isaac Lúria, l'obra conté l'afirmació que és un dels majors plaers de Déu ser testimoni de la promoció de l'ensenyament de la Càbala, ja que només això pot assegurar la vinguda del Messies jueu.

## Defunció
En 1604 la vista del rabí va començar a fallar, en 1620 va morir mentre es preparava per tornar a Safed. Tenia 77 anys.